# Florin Răducioiu
Florin Valeriu Răducioiu (født 17. marts 1970 i Bukarest, Rumænien) er en tidligere rumænsk fodboldspiller, der spillede som angriber hos en lang række europæiske klubber, samt for Rumæniens landshold. Af hans klubber kan blandt andet nævnes Dinamo Bukarest i hjemlandet, spanske RCD Espanyol, West Ham United i England samt tyske VfB Stuttgart.

## Landshold
Răducioiu nåede mellem årene 1990 og 1996 at spille 40 kampe for Rumæniens landshold, hvori han scorede hele 21 mål. Han deltog blandt andet ved både VM i 1990 og VM i 1994, hvor han i sidstnævnte scorede fire mål, heraf to i det dramatiske kvartfinalenederlag til Sverige.